# 斑點銼口象鼻魚
斑點銼口象鼻魚，為輻鰭魚綱骨舌魚目象鼻魚科的其中一種，分布於非洲剛果河下游的史坦利湖流域，棲息於水底，具有發電器官，用來偵測獵物，體長可達8.7公分。